# Tanča Gora
Tanča Gora je naselje u slovenskoj Općini Črnomelju. Tanča Gora se nalazi u pokrajini Dolenjskoj i statističkoj regiji Jugoistočnoj Sloveniji. 

## Stanovništvo
Prema popisu stanovništva iz 2002. godine naselje je imalo 190 stanovnika.